# Le Secret de la Petite Sirène
Pour les articles homonymes, voir La Petite Sirène (homonymie).
Série La Petite Sirène
La Petite Sirène 2 : Retour à l'océan
(2000)
Pour plus de détails, voir Fiche technique et Distribution.
Le Secret de la Petite Sirène (The Little Mermaid: Ariel's Beginning) est le 109e long-métrage d'animation des studios Disney sorti en 2008.
Il s'agit du troisième film d'une série comprenant La Petite Sirène (1989) et La Petite Sirène 2 : Retour à l'océan (2000), l'action se situe avant le premier film.
Le film débute alors que le Roi Triton, a interdit la musique du royaume à la suite de la mort de son épouse, la Reine Athéna. Mais Ariel, la plus jeune des sept filles du Roi Triton, se prend de passion pour les mélodies en tous genres. Elle tente alors de réhabiliter la musique au fond de l'océan.

## Synopsis
Le roi Triton et sa femme, la reine Athéna, règnent sur le royaume sous-marin d'Atlantica, rempli de musique et de rires. Ils ont sept jeunes filles : Attina, Alana, Adella, Aquata, Arista, Andrina et la plus jeune d'entre elles est Ariel. Un jour, alors que les sirènes se détendent dans un lagon au-dessus de la surface, Triton donne à sa femme Athéna une boîte à musique. Cependant, un navire pirate s'approche avec l'idée d’assassiner les sirènes. Tout le monde s'échappe, sauf Athéna, qui est tuée lorsqu'elle essaie de récupérer la boîte à musique. Triton est bouleversé par la mort de sa femme et jette la boîte à musique et interdit définitivement la musique à Atlantica.
Dix ans plus tard, Ariel et ses sœurs vivent sous une routine stricte entretenue par leur gouvernante, Marina Del Ray et son assistant, Benjamin le lamantin. Marina déteste être la gouvernante des filles et aspire à être le conseiller de Triton, un emploi actuellement occupé par Sebastian le crabe. Ariel est frustrée par leur mode de vie actuel, ce qui l'amène à se disputer avec son père. Un jour, Ariel rencontre Polochon, un jeune poisson tropical qu'elle suit plus tard dans un club de musique clandestine. Elle est ravie de la présence de la musique et est choquée lorsqu'elle voit Sebastian se produire là-bas. Lorsque sa présence est révélée, tout le groupe arrête de jouer et se cache, croyant qu'Ariel en parlera à son père. Ariel chante une chanson expliquant son amour de la musique et le souvenir de sa mère, et elle rejoint le club avec un serment.
Ariel retourne au palais et ses sœurs la confrontent à cause de sa disparition, elle explique où elle était et la nuit suivante, les filles vont au club pour s'amuser, Marina les trouve et elle rapporte l’existence du club de musique à Triton, qui détruit le club avec son trident. Sebastian, Polochon et le groupe sont envoyés en prison, tandis que Marina obtient le travail qu'elle veut. Les filles sont confinées au palais comme punition pour avoir écouté de la musique et Ariel dit que Triton n'aurait pas détesté la musique si sa mère était encore en vie. Elle nage dans la chambre, avec ses sœurs qui la suivent, et personne n'est heureux sauf Marina. Ce soir-là, Ariel libère ses amis et quitte Atlantica. Sébastien les conduit dans un endroit déserté loin du palais où Ariel trouve la boîte à musique d'Athéna, comme Sebastian l'espérait. Dans le royaume, Marina parle joyeusement à Triton de son nouveau travail, mais Attina informe Triton qu'Ariel à disparu et que Sebastian est parti aussi. Triton ordonne à ses gardes de trouver Ariel, ce qui met Marina en colère. Dans son repaire, Marina dit à Benjamin qu'elle libère ses anguilles électriques du donjon pour qu’ils tuent Sebastian et Ariel afin de garder son nouveau job. Ariel, Polochon et Sebastian décident de retourner à Atlantica pour apporter la boîte à musique à Triton, en espérant qu'il change d'avis, car il ne s'est pas souvenu de la façon d'être heureux après la mort d'Athéna.
Avant qu'Ariel et ses amis ne retournent à Atlantica sur le chemin du retour, Marina et ses anguilles les trouve et essaye de les empêcher de restaurée la musique à Atlantica afin de conserver sa position au pouvoir, et une lutte s'ensuit. Polochon et Ariel sont sauvés des anguilles électriques de Marina par le groupe. Alors que Triton arrive à temps en voyant qu'Ariel a aidé le groupe à vaincre les anguilles en les faisant s'emmêler, Marina se dirige vers Sebastian et essaie de le tuer, mais Ariel bloque son chemin, se faisant frapper durant la manœuvre, et tombe, apparemment mort. Triton en est témoin et se blâme. Il chante les paroles de "La chanson d'Athena", et Ariel se relève. Triton s'excuse auprès d'Ariel de ne pas l'avoir écoutée et l'envoie chez elle au palais pendant que ses gardes arrêtent Marina pour les crimes qu'elle a commis. Le lendemain, grâce à Ariel, Triton restaure la musique à Atlantica et nomme Sebastian comme premier compositeur officiel de la cour d'Atlantica, pour le plus grand plaisir de tous. Tout le monde, y compris Ariel et ses sœurs et leurs amis Polochons et Sebastian, se réjouissent pendant que Marina se retrouve en prison.

## Fiche technique
- Titre original : The Little Mermaid: Ariel's Beginning
- Titre français : Le Secret de la Petite Sirène
- Titre québécois : La Petite Sirène : Ariel au commencement
- Réalisation : Peggy Holmes
- Scénario : Robert Reece et Evan Spiliotopoulos
- Musique : James Michael Dooley
- Production : Walt Disney Pictures, DisneyToon Studios
- Distribution : Buena Vista Home Entertainment
- Langue : anglais
- Dates de sortie :
  - États-Unis, Canada : 26 août 2008
  - France, Belgique : 24 septembre 2008

## Distribution

### Voix originales
- Jodi Benson : Ariel
- Sally Field : Marina Del Rey
- Parker Goris : Flounder (Polochon)
- Samuel E. Wright : Sebastian (Sébastien)
- Jim Cummings : le Roi Triton , Shelbow
- Lorelei Hill Butters : la Reine Athéna
- Tara Strong : Adella / Andrina
- Jennifer Hale : Alana
- Grey DeLisle : Aquata / Arista
- Kari Wahlgren : Attina
- Rob Paulsen : Ink Spot (Tache d'Encre) et Swifty
- Jeff Bennett : Benjamin / les gardes espadons

### Voix françaises
- Claire Guyot : Ariel (dialogues)
- Marie Galey : Ariel (chant)
- Frantz Confiac : Sébastien
- Tom Trouffier : Polochon
- Pierre Dourlens : le Roi Triton
- Brigitte Virtudes : Marina Del Ray
- Marielle Hervé : la Reine Athéna
- Anouck Hautbois : Adella
- Caroline Pascal : Alana
- Marie Millet-Giraudon : Andrina
- Christine Bellier : Aquata
- Marie Sambourg : Arista
- Laurence Saquet : Attina
- Thierry Ragueneau : Benjamin
- Marc Moro : Cheeks
- Patrice Dozier : Tache d'Encre
- François Siener : Ray-Ray
- Pascal Germain : Shelbow
- Marc Saez : la crevette
- Vincent Violette : les gardes espadons

## Chansons du film
- Chanson d'Athéna - Athéna
- Une seule erreur - Marina Del Rey
- Sautez, bougez - Chanteurs du Club
- Je me rappelle - Ariel
- Et je chante - Soliste

## Autour du film
- Initialement prévue pour 2007, la sortie du film fut repoussée à la suite d'une controverse initiée par plusieurs responsables des studios - parmi lesquels John Lasseter, le fondateur de Pixar - sur la qualité sans cesse décroissante des « suites » destinées à la vidéo. Cette polémique a conduit à l'éviction de Sharon Morrill, présidente de la filiale DisneyToon Studios depuis 1994. Le Secret de la Petite Sirène devrait de ce fait être le dernier film réalisé par cette unité.

## Titre en différentes langues
- Albanais : Sirena e Vogël 3: Historia e Arielit
- Allemand : Arielle, die Meerjungfrau – Wie alles begann
- Anglais : The Little Mermaid: Ariel's Beginning
- Danois : Den Lille Havfrue 3: Historien Om Ariel
- Espagnol : El origen de la sirenita (Espagne) / La sirenita 3: Los comienzos de Ariel (Amérique latine)
- Espéranto : La Eta Sireno: la Komenco de Ariel
- Finnois : Pieni merenneito 3: Arielin tarina
- Grec : Η Mικρή Γοργόνα: Τα Πρώτα Χρόνια της Αριελ (I Mikrí Gorgóna: Ta Próta Khrónia tis Ariel : « La Petite Gorgone : la Première Année d'Ariel »)
- Hébreu : בת הים הקטנה 3: סיפורה של אריאל
- Italien : La sirenetta: quando tutto ebbe inizio
- Japonais : リトル・マーメイドIII はじまりの物語 (Ritoru・MāmedoIII hajimori no monogatari)
- Néerlandais : De kleine zeemeermin: Ariel, hoe het begon
- Norvégien: Den lille havfruen III
- Polonais : Mała Syrenka: Dzieciństwo Ariel
- Portugais : O Segredo da Pequena Sereia (Portugal) / A Pequena Sereia: A História de Ariel (Brésil)
- Russe : Русалочка: Начало истории Ариэль (Rousalotchka: Natchalo istorii Arièl')
- Suédois : Den lilla sjöjungfrun - Sagan om Ariel